# Sonia Achkar

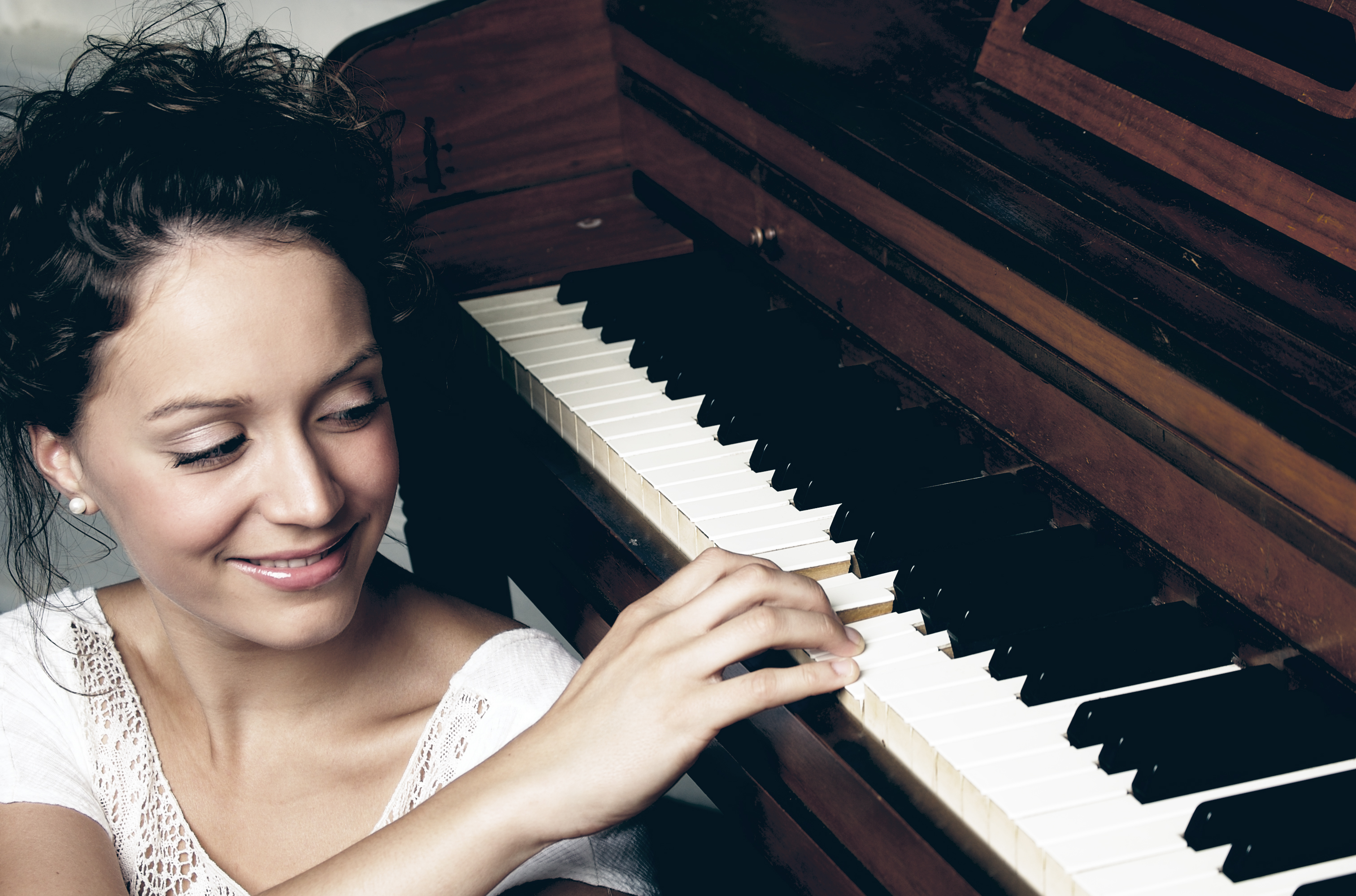
Sonia Achkar (2014)

Sonia Achkar (* 1984 in Darmstadt) ist eine deutsche Pianistin und Hochschullehrerin für Klavier und Klavierkammermusik.

## Leben
Sonia Achkar wurde 1984 in Darmstadt geboren und wuchs in der Pfalz auf, wo sie 2003 am Gymnasium Kusel das Abitur absolvierte. Mit fünf Jahre begann sie mit dem Klavierunterricht und wurde seit ihrem 13. Lebensjahr von Rudolf Meister unterrichtet, in dessen Klasse sie anschließend an der Hochschule für Musik und Darstellende Kunst Mannheim studierte. Weitere Studien führten sie in die USA an die renommierte Jacobs School of Music        (Indiana University) in Bloomington, wo sie ein Studium bei Menahem Pressler abschloss, das durch ein Rotary Stipendium ermöglicht wurde. Nach mehrfachen Auszeichnungen beim Musikwettbewerb „Jugend musiziert“, wurde sie u. a. erste Preisträgerin („Premio Anguissola-Scotti“) beim Internationalen Val Tidone Musikwettbewerb. Die mehrfache Teilnahme an der „Bundesauswahl Konzerte Junger Künstler“ des Deutschen Musikrats markierte den Beginn ihrer regen Konzerttätigkeit. Seitdem ist sie bei vielen internationalen Festivals und Konzertreihen zu hören. 2014 nahm sie eine Lehrtätigkeit an der Hochschule für Musik und Theater Mendelssohn Bartholdy Leipzig auf und leitet zudem seit 2015 eine eigene Klavierklasse an der Hochschule für Musik und Darstellende Kunst Stuttgart.